# 前方後方墳

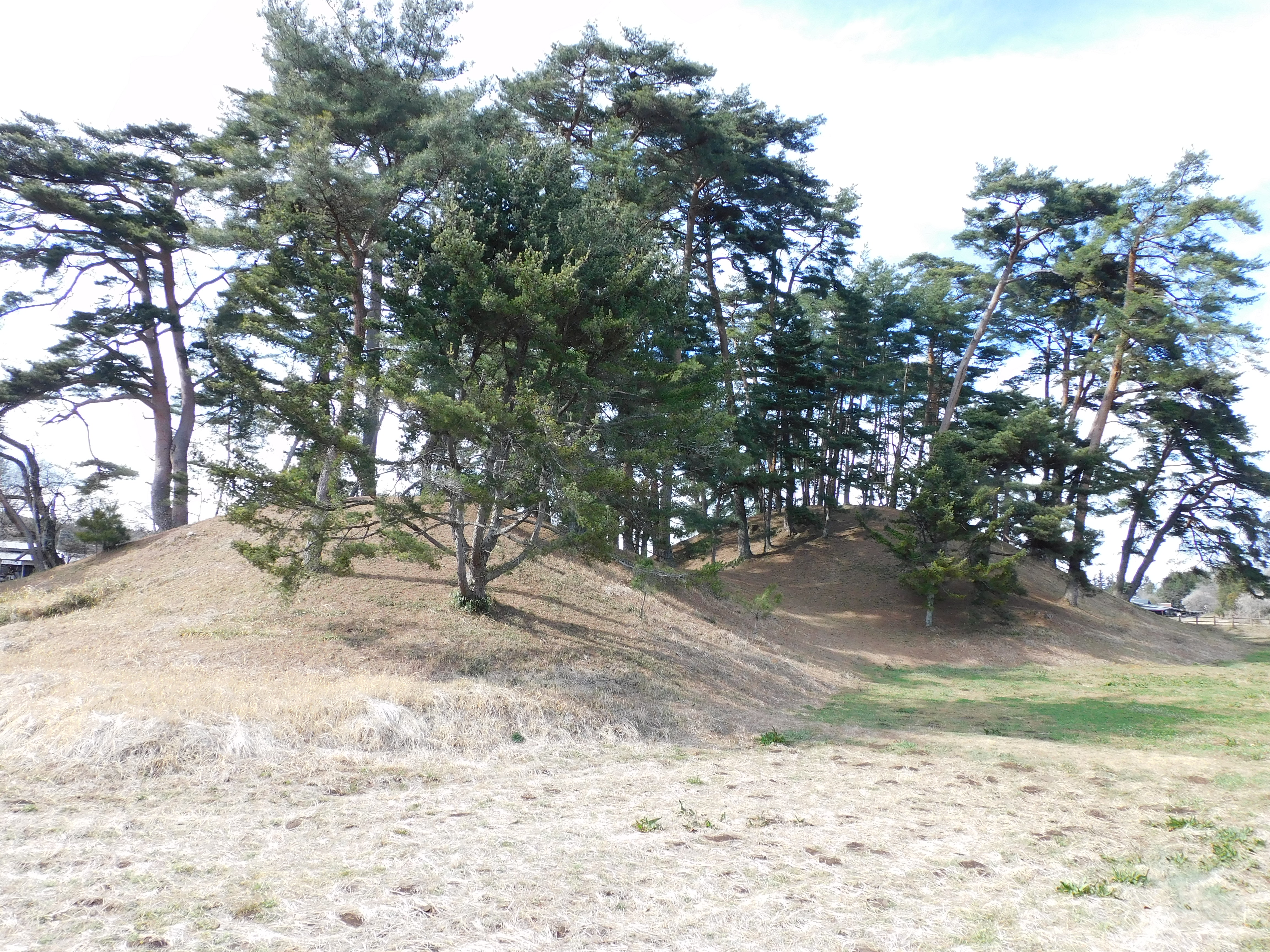
江戸時代に領主である徳川光圀の命により行われた保全整備により原型を今に伝え｢日本で一番美しい古墳｣といわれている下侍塚古墳

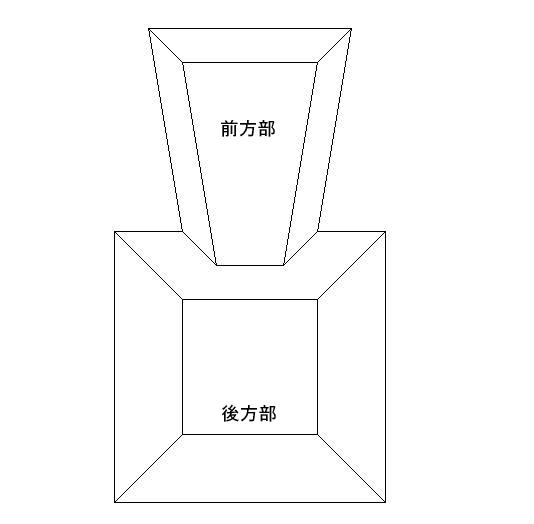
前方後方墳

前方後方墳（ぜんぽうこうほうふん）は、古墳の墳形の一種であり、特に東日本の前期古墳に多く存在する。また、中国・四国地方にも多く存在し、中でも出雲地方の前方後方墳は古墳時代を通じて築かれていた。その起源は、方形の墳丘墓への通路が変化し、突出部へと代わっていき成立したと推測されている。東日本の出現期古墳の多くは、前方後方墳であることが分かってきた。

## 概要
主に弥生時代後期末から前方後方墳の祖形である前方後方形墳丘墓が造られ始め古墳時代前期前半に東日本（東海・関東地方）で前方後方墳が多く造られた。100メートルを超える規模の大きな前方後方墳5基が大和に集中し、あとは下野に2基、上野・越中・美濃・駿河に1基ずつ存在する。
日本列島には約500基の前方後方墳が存在する。

### 弥生前方後方形墳丘墓
愛知県一宮市の西上免遺跡で発見された前方後方形墳丘墓は墳丘長約40メートルもある。
前方後方形墳丘墓から前方後方墳への成立に濃尾平野が重要な役割を果たしたと考えられている。3世紀前半の弥生時代終末期頃、東海地方では方形墓の周壕が一周するものや方形の一辺に突出状の祭壇を設ける墓が流行した。そしてやがてその際壇部や陸橋部が発展し前方後方形が出現する。
その例としては愛知県の廻間SZ01墳丘墓があげられ、祖形と考えられる。この墳形は西は京都府から東は千葉県までひろがった。
つまり前方後方墳は伊勢湾沿岸で誕生し各地にもたらされたと考えられる。

## 分布・規模など
概要
現在全国で確認されている前方後方墳は、約二百数十基である。
現在知られている前方後方墳の規模分布を調べてみると墳丘の長さが70メートル以上は34基あり、60～70メートルは33基、50～60メートルは48基、以下規模が縮小するとともに数が増加していく。70メートルを超える前方後方墳の旧国別の築造数は、出雲・美作・播磨・摂津・伊勢・尾張・三河・能登・常陸が各1基、美濃・駿河・越中・上野・出羽が各2基、山城・陸奥が各3基、下野が4基、大和が5基であり、大規模前方後方墳も大和に集中しているといえる。さらに、100メートルを超える前方後方墳5基が大和に集中している。また、日本最長の前方後方墳は、天理市の西山古墳（180メートル、古墳時代前期）である。同市には波多子塚古墳（144メートル、同前期）、下池山古墳（120メートル、同初期）、フサギ塚古墳（110メートル、同前〜中期）、マバカ古墳（74メートル、同最初期か）、ノムギ古墳（63メートル、同最初期か）、星塚古墳（56メートル、同後期）などが存在する。なお、墳丘最長の西山古墳は、前方後方形の基壇の上に前方後円形が乗るという非常に特異な形をしている。
諸学説
前方後円墳と前方後方墳の違いについて、いろいろな学説が提起されたが、まだ十分解明されていない。西嶋定生は墳形が身分秩序を示し、カバネの中でもオミを表すのが前方後方墳であるという。都出比呂志は墳形と規模から前方後方墳は前方後円墳体制という政治秩序の中では少数派的なあり方であると考えている。白石太一郎は前方後方墳を狗奴国の系譜と見る説である。東海地方に前方後方墳の起源を求める説は赤塚次郎らによって主張されてきた。
1つの説として、政治勢力としては、西日本は邪馬台国を中心とした政治連合であり、東日本は濃尾平野の狗奴国を中心として形成された政治連合であったが、東の狗奴国中心の連合は、西日本の邪馬台国連合ほど強固な連合ではなかったとするものがある。また、この濃尾平野の勢力は、『魏志』倭人伝に記載のある倭の女王卑弥呼の邪馬台国と闘った狗奴国との関係を想定する学者もいる。
広瀬和雄は、墳丘規模がどの地域においても前方後円墳が前方後方墳を上回ること、東国においても前方後円墳と前方後方墳が併存していること、前方後円墳だけでなく前方後方墳でも最大規模のものは畿内に存在すること、副葬品に前方後円墳と前方後方墳に差がないことをあげて、畿内と東国との二項対立説を退け、前方後円墳と前方後方墳の違いは「首長層の政治的なランク付け」の反映であるとしている。
東海地方
東海地方の旧国名でいえば美濃・尾張・伊勢・三河などの濃尾平野を中心とする地域では、前方後方墳は36基、前方後円墳は49基確認されている。規模の上では、墳丘の長さ80メートルを超す前方後方墳は少なく、最大で粉糠山古墳（美濃）の100メートル、83メートルの北山古墳（美濃）、約80メートルの東之宮古墳（尾張）、81メートルの桜井二子古墳（三河）、71メートルの向山古墳（伊勢）などが大きな方である。ちなみにこれらの古墳の周辺には90メートル～150メートルの前方後円墳が築造されている。これらのことから古墳時代前期には、地域まで墳形と規模による身分秩序が行き渡ってはいなかったと考えられている。外表施設では、前方後円墳・前方後方墳ともに葺石が葺かれているが、埴輪は前方後方墳にはほとんどない。
静岡県の浜名湖沿岸地域の浜松市引佐町（井伊瀬谷盆地北東部の丘陵部）に4世紀後半の築造と推定される前方後方墳北岡大塚古墳（46.5メートル）が所在し、この地域の最古の古墳である。
中国･四国地方
中国・四国地方では、前方後円（方）墳は800基のうち前方後方墳は82基で、1割を占める。分布では、南西半分にほとんど見られず、山口県や愛媛県に認められず、九州地方にはほとんど築かれていないという傾向の延長線上にあると考えられる。北東の地域では鳥取県では希薄であり、播磨西部から岡山県北部を経て出雲地域に広がっている。出雲東部にかたよるが、山陰では因幡、伯耆に4基、石見に1基、奥に8基が存在する。
中国地方の前方後方墳は島根県松江市周辺に集中して32基みられる。出雲の斐伊川中流域の三刀屋町にある松本1・2号墳が最古のものとみられている。最大は、岡山県勝田郡勝央町植月寺山古墳の91.5メートルである。分布では、山口県にほとんど認められなく、鳥取県・兵庫県北部地方では21基、広島・岡山両県および兵庫南部地方では48基みられる。
出雲の前方後方墳は、古墳時代を通じて築かれている点が特徴である。
四国地方では、徳島県に3基、愛媛県・香川県に1基ずつ、九州地方では、散発的に分布し、対馬をふくむ長崎県に4基、福岡県に5基みられる。

## 墳形様式
- 前方部の平面は、矩（く）形、長方形、台形をしており、祭礼を執り行ったと考えられている。
- 後方部の平面は、方形で棺を埋葬する埋葬部を擁している。

## 各地の前方後方墳

### 東北地方

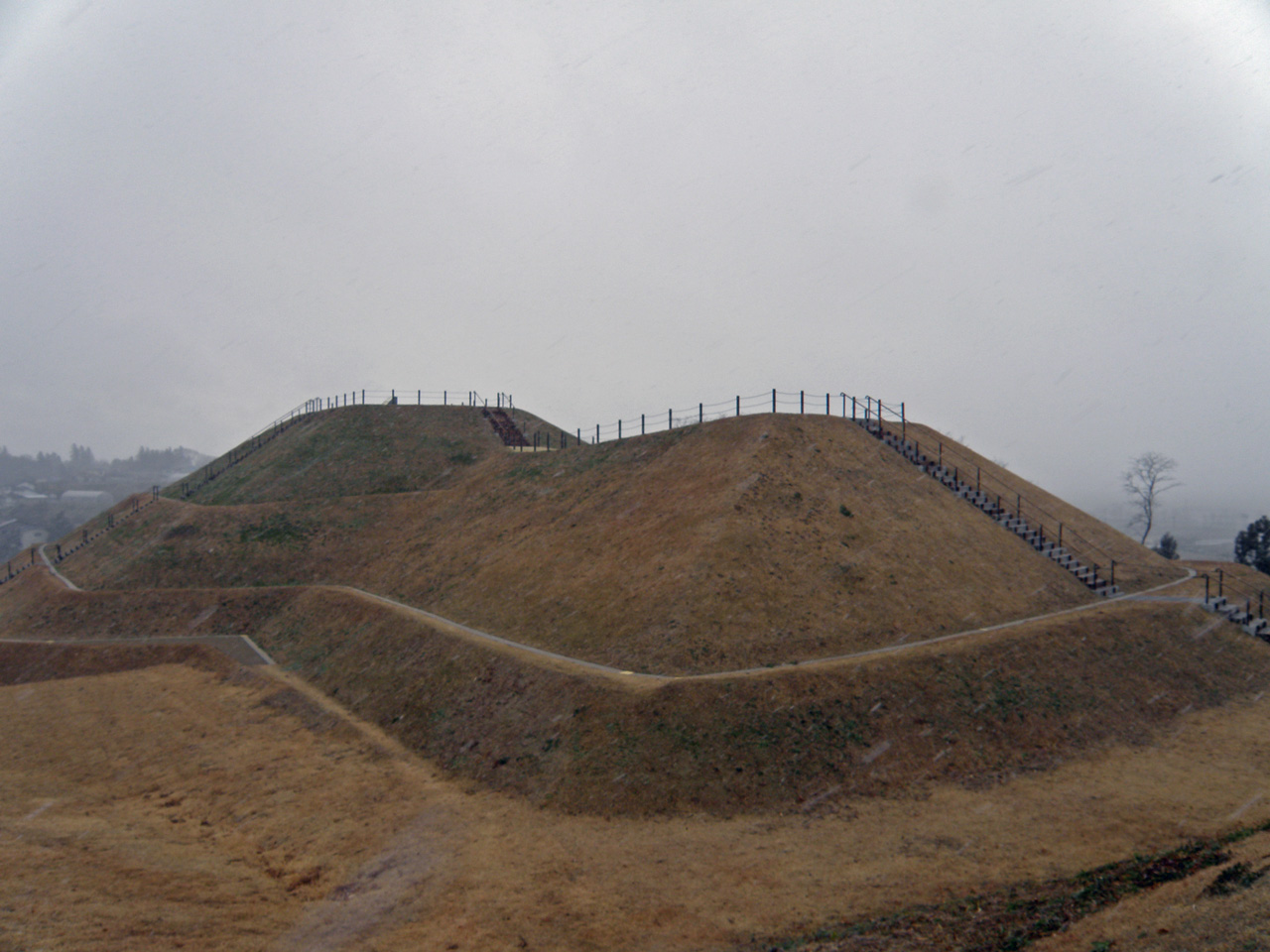
東北地方最大の前方後方墳・大安場古墳

- 京銭塚古墳（墳丘の長さ66.0メートル、宮城県遠田郡美里町）
- 天神森古墳（墳丘の長さ73.5メートル、山形県東置賜郡川西町）
- 大安場古墳（墳丘の長さ約83メートル・東北地方最大、福島県郡山市） - 国の史跡
- 桜井古墳（墳丘の長さ75.0メートル、福島県南相馬市）
- 鎮守森古墳（福島県河沼郡会津坂下町） - 国の史跡
- 本屋敷1古墳（墳丘の長さ36.5メートル、福島県双葉郡浪江町）

### 関東地方
- 勅使塚古墳（茨城県）
- 丸山古墳（茨城県）
- 姫塚古墳（茨城県東茨城郡大洗町）

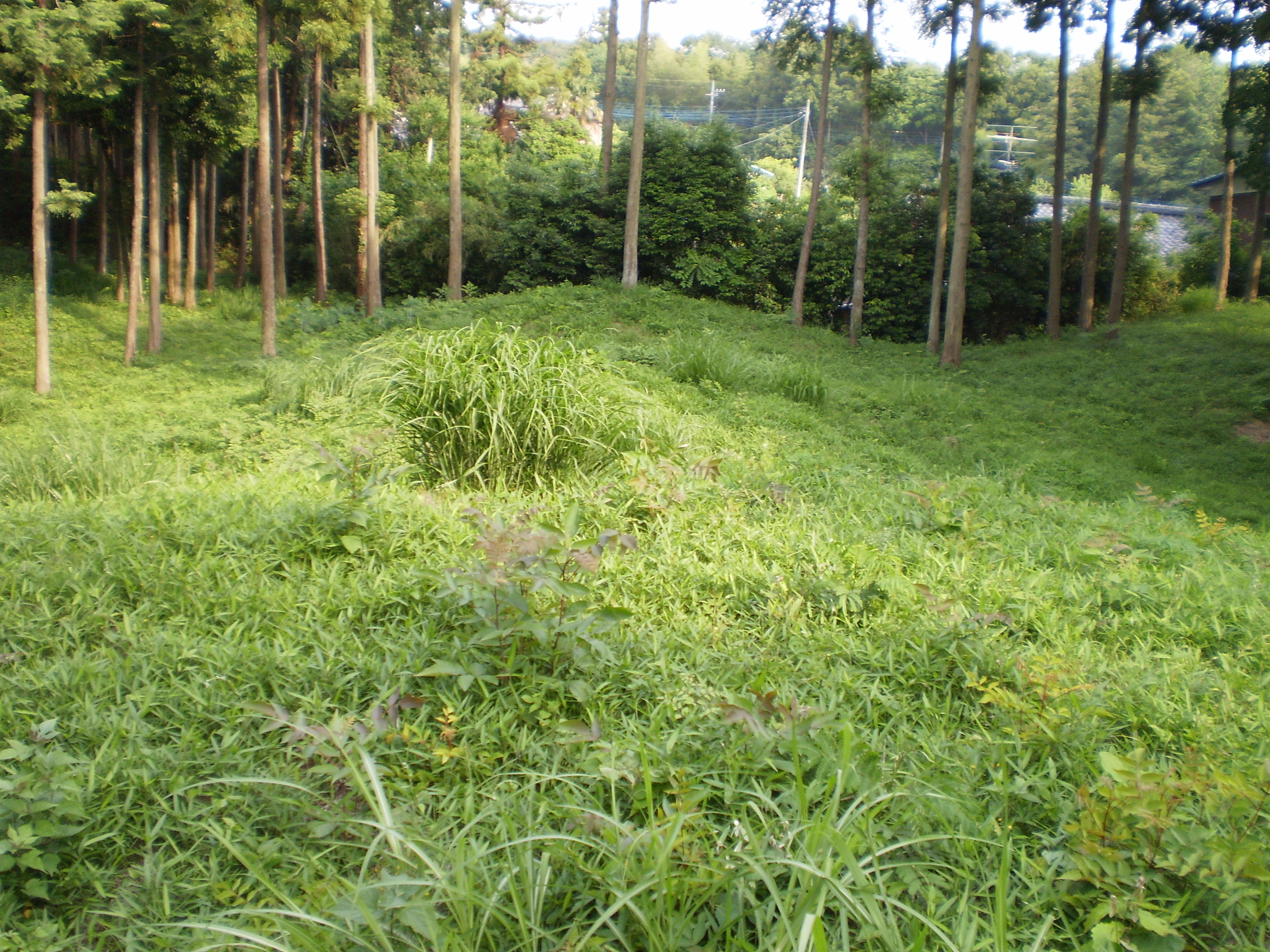
塩古墳群第一支群2号墳。後方部から前方部を望む

- 藤本観音山古墳（墳丘の長さ117.8メートル、栃木県足利市）
- 愛宕塚古墳（栃木県）
- 大日塚古墳（栃木県）
- 侍塚古墳 - 国の史跡
  - 上侍塚古墳（墳丘の長さ114.0メートル、栃木県大田原市）
  - 下侍塚古墳（墳丘の長さ84.0メートル、栃木県大田原市） - ｢日本で一番美しい古墳｣[1]といわれている。
- 駒形大塚古墳（墳丘の長さ64.0メートル、栃木県那須郡那珂川町）
- 那須八幡塚古墳（栃木県那須郡那珂川町）
- 八幡山古墳（墳丘の長さ130.0メートル、群馬県前橋市）
- 元島名将軍塚古墳（群馬県高崎市
- 寺山古墳(群馬県太田市)
- 矢場鶴巻山古墳(群馬県太田市)
- 阿曽岡･権現堂古墳群(群馬県富岡市)
- 北山茶臼山西古墳(群馬県富岡市)
- 華蔵寺裏山古墳(群馬県伊勢崎市)
- 塩古墳群（埼玉県熊谷市）
- 鷺山古墳（埼玉県本庄市）
- 権現山古墳群（埼玉県ふじみ野市）
- 山の根古墳（埼玉県比企郡吉見町）
- 飯郷作1号墳（千葉県佐倉市）

### 中部地方
- 山谷古墳（全長37メートル、新潟県新潟市西蒲区福井、県内最古、市指定史跡）
- 城の山古墳（新潟県胎内市）
- 王塚古墳（墳丘の長さ58.0メートル、富山県富山市）
- 柳田布尾山古墳（富山県氷見市）
- 竹内天神堂古墳（富山県中新川郡舟橋村）
- 国分尼塚古墳（石川県七尾市）
- 川田ソウ山1号墳（墳丘の長さ53.6メートル、石川県鹿島郡中能登町）
- 雨の宮1号墳（墳丘の長さ64.0メートル、石川県鹿島郡中能登町）

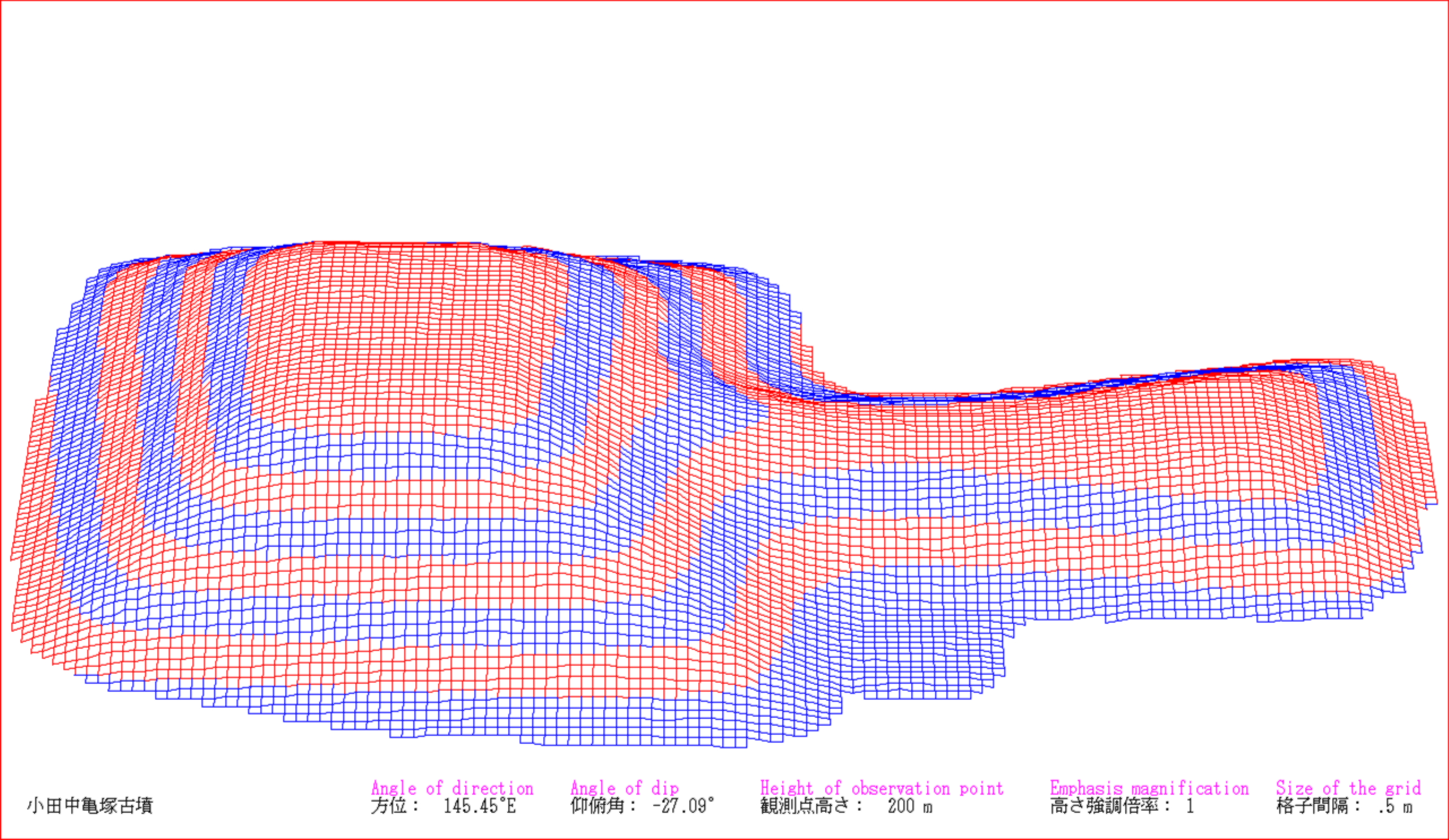
3DCGで描画した小田中亀塚古墳

- 小田中亀塚古墳（墳丘の長さ62メートル、石川県鹿島郡中能登町）
- 末寺山2号墳・5号墳・6号墳[5]（石川県能美市）

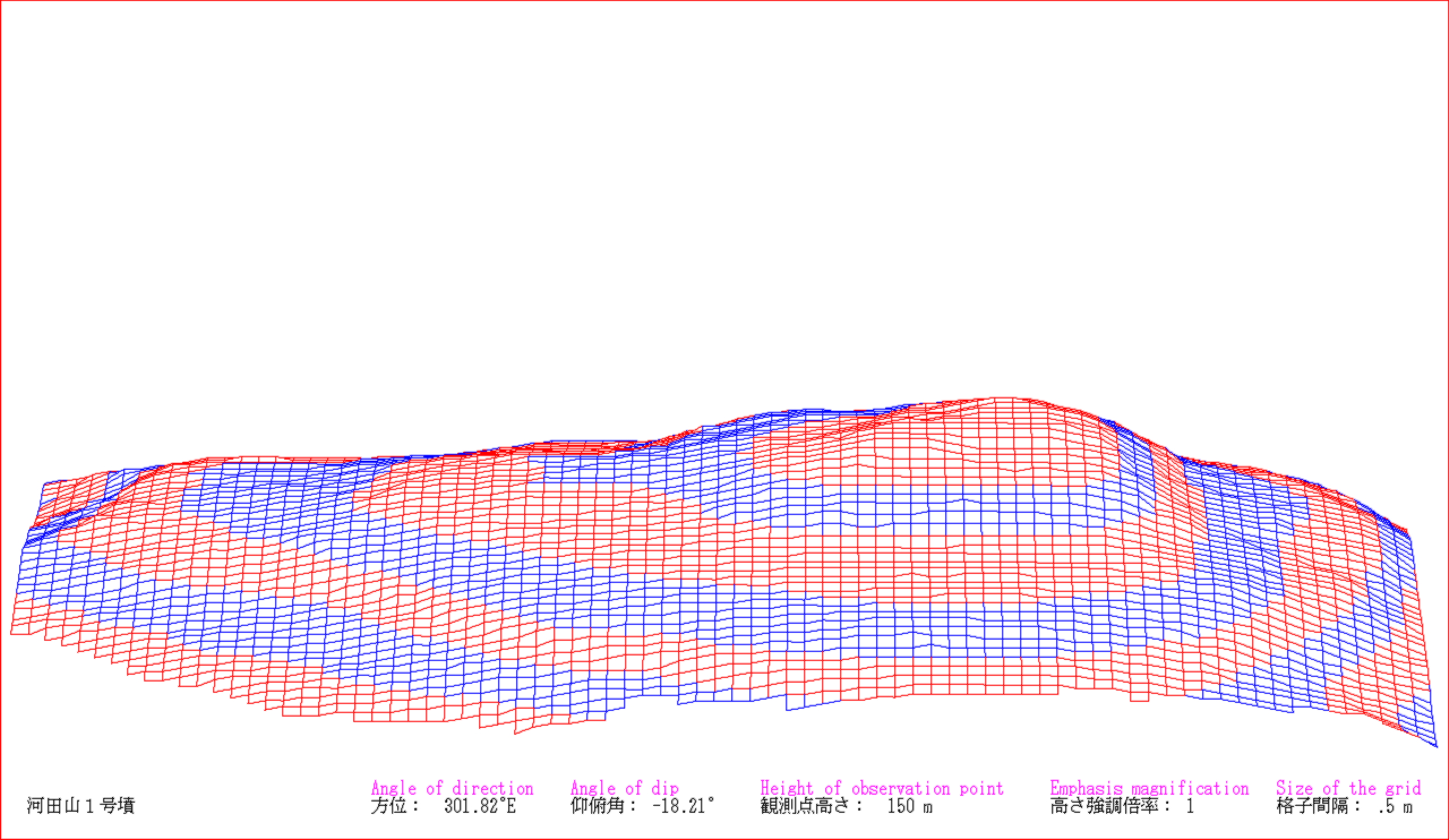
3DCGで描画した河田山1号墳
（右側が後方部）

- 河田山（こうだやま）1号墳[6]・河田山3号墳（石川県小松市）
- 吸坂A3号墳[7]（石川県加賀市）
- 高尾山古墳（静岡県沼津市）
- 小平沢古墳（山梨県甲府市）
- 弘法山古墳（墳丘の長さ63.0メートル、長野県松本市）
- 象鼻山古墳群 第1号墳（岐阜県養老郡養老町）
- 高倉山古墳（岐阜県可児郡御嵩町）
- 北山古墳（岐阜県）
- 南山古墳（岐阜県）
- 粉糠山古墳（岐阜県）
- 矢道高塚古墳（岐阜県大垣市）
- 美濃観音寺山古墳（岐阜県美濃市）
- 西寺山古墳（岐阜県可児市、現存全長41メートル、5世紀初頭、市指定史跡）
- 浅間古墳（せんげん、静岡県富士市、全長98メートル、中期、国指定、東海地方最大規模）
- 北岡大塚古墳（きたおかおおつか、静岡県浜松市、全長49.5メートル、前期、市指定、県西部遠州地方最古級）

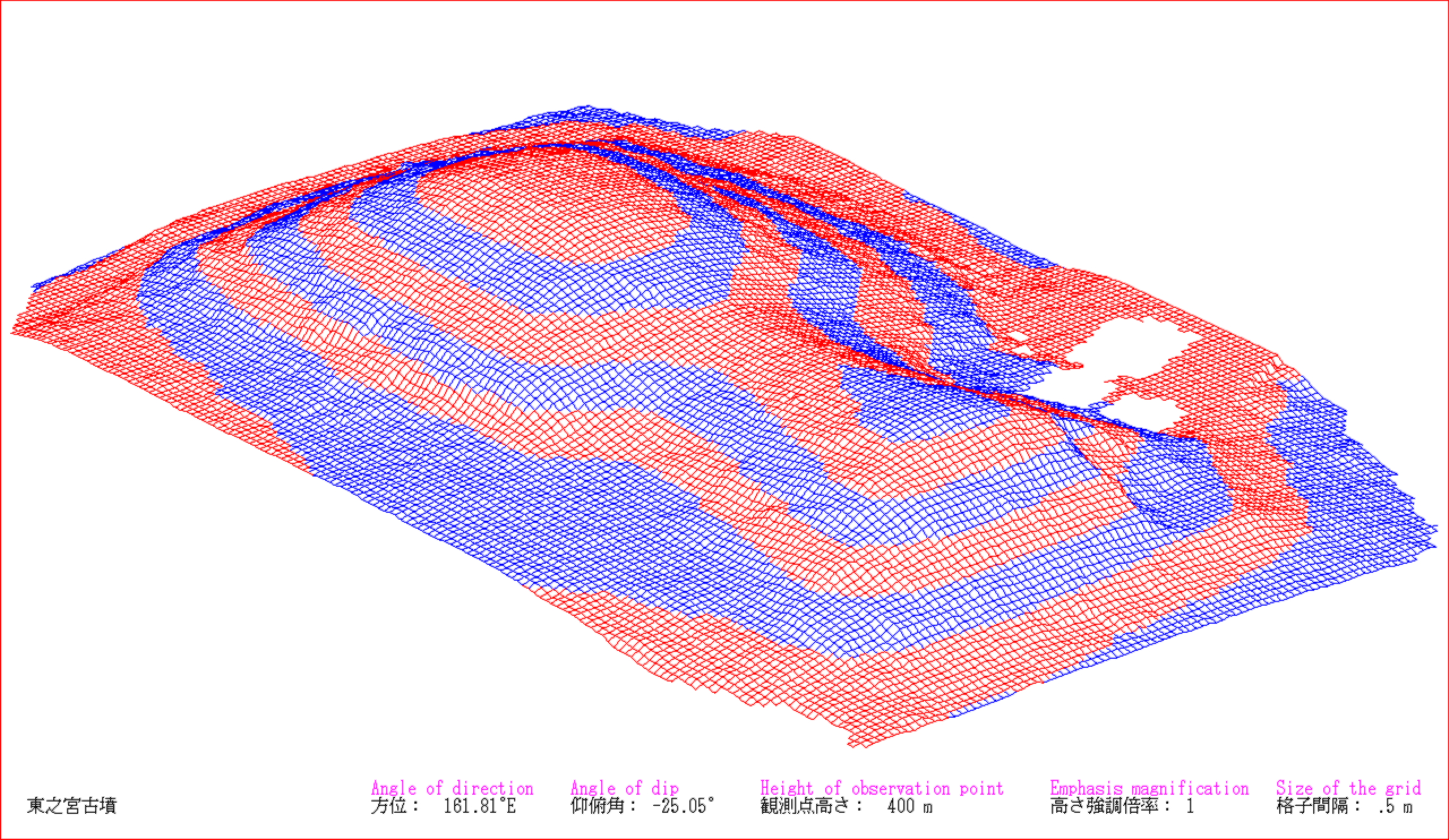
3DCGで描画した東之宮古墳

- 東之宮古墳（愛知県犬山市）
- 宇都宮古墳（愛知県小牧市）
- 二子古墳（愛知県安城市）

### 近畿地方
- 筒之古墳（三重県）
- 向山古墳（三重県）
- 神郷亀塚古墳（滋賀県東近江市）
- 芝ケ原古墳（京都府城陽市） - 21×19メートルの方形墳丘に突出部がつく。突出部は削平されているので、長さは不明。
- 長法寺南原古墳（京都府長岡京市）
- 元稲荷古墳（京都府向日市）
- 庭鳥塚古墳（大阪府羽曳野市）全長60メートル
- 処女塚古墳（兵庫県神戸市東灘区） - 国の史跡
- 西求女塚古墳（兵庫県神戸市灘区） - 国の史跡
- 西山古墳（奈良県天理市） - 国の史跡 全長183m、日本最大の前方後方墳。
- 新山古墳（奈良県北葛城郡広陵町）

### 中国・四国地方
- 山代二子塚（島根県松江市、墳長94メートル、6世紀中葉、出雲最大）
- 金崎古墳群（きんざき、島根県松江市西川津町字金崎、古墳11基のうち1号・5号墳が前方後方墳、2～4号と6～11号は方墳、1957年（昭和32年）国の史跡に指定される。）
- 岡田山古墳（島根県松江市、6世紀後葉）
- 御崎山古墳（島根県松江市、6世紀後葉）
- 備前車塚古墳（岡山県岡山市中区）
- 三成古墳（岡山県津山市）
- 楢原寺山古墳（岡山県美作市）
- 植月寺山古墳（岡山県勝田郡勝央町）
- 椎ケ丸古墳（徳島県阿波市）
- 丹田古墳（徳島県東みよし市）
- 奥谷1号墳（徳島県徳島市）

### 九州地方
- 焼ノ峠古墳（福岡県朝倉郡筑前町、全長39.8m）
- 赤坂古墳（佐賀県鳥栖市永吉町）
- 出居塚古墳（長崎県対馬市美津島町）